# Brucknerallee 118 (Mönchengladbach)

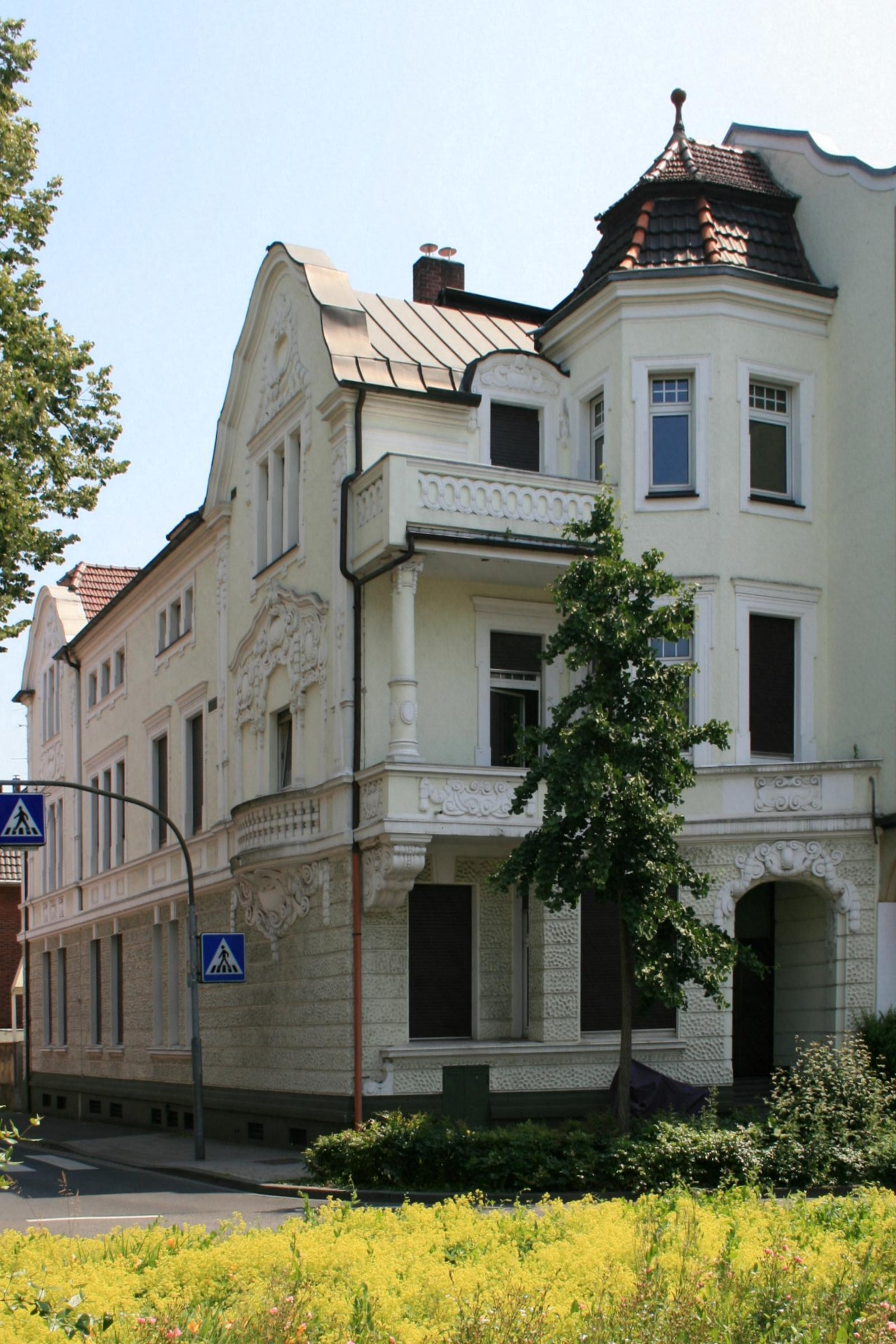
Wohnhaus (2010)

Das Wohnhaus Brucknerallee 118 steht im Stadtteil Rheydt in Mönchengladbach (Nordrhein-Westfalen).
Das Haus wurde Anfang des 20. Jahrhunderts erbaut. Es ist unter Nr. B 006 am 4. Dezember 1984 in die Denkmalliste der Stadt Mönchengladbach eingetragen worden.

## Architektur
Das Haus Nr. 118 zeigt eine stark gegliederte Schmalseite zur Brucknerallee. Die Hauptseite des Gebäudes entwickelt sich in einer Gebäudelänge von etwa 20 m entlang der Nordseite. Die Fassadengliederung an der Brucknerallee nimmt im Sockelgeschoss in gestaffelter polygonaler Führung die runde Platzwand in etwa auf. Im ersten und zweiten Obergeschoss ist herausragend eine turmartige Erkerbildung, welche an den westlich anschließenden Nachbargiebel gelehnt ist.